# Dansk Orienterings-Forbund
Der Dänische Orientierungslaufverband (dänisch Dansk Orienterings-Forbund, DOF) ist der nationale Orientierungslaufdachverband Dänemarks. Er wurde am 3. Dezember 1950 gegründet und ist Gründungsmitglied des Internationalen Orientierungslaufverbandes (IOF) und Mitglied des Danmarks Idrætsforbundes (DIF).

## Geschichte
Bis zur Gründung der DOF am 3. Dezember 1950 wurde der Orientierungslauf in Dänemark vom Verband Dansk Ski- og Orienterings-Forbund organisiert. Der Ski-Orientierungslauf in Dänemark wird weiterhin vom Dansk Skiforbund organisiert.

## Ausgetragene Veranstaltungen
Orientierungslauf:
- Orientierungslauf-Weltmeisterschaften 1974 in Silkeborg, Region Midtjylland
- Junioren-Orientierungslauf-Weltmeisterschaften 1995 in Horsens, Region Midtjylland
- Veteranen-Orientierungslauf-Weltmeisterschaften 1999 in Aarhus, Region Midtjylland
- Orientierungslauf-Europameisterschaften 2004 in Roskilde, Region Sjælland
- Orientierungslauf-Weltmeisterschaften 2006 in Aarhus, Region Midtjylland
- Junioren-Orientierungslauf-Weltmeisterschaften 2010 in Aalborg, Region Nordjylland

Mountainbike-Orientierungsfahren:
- Junioren-Mountainbike-Orienteering-Weltmeisterschaften 2009 in Nord-Sjælland
- Mountainbike-Orienteering-Europameisterschaften 2009 in Nord-Sjælland

## Liste der Vorsitzenden
- 1950–1966: Olaf Andersen
- 1966–1975: Torkil Laursen
- 1975–1981: Poul Erik Birk Jakobsen
- 1981–1985: Erik Nielsen
- 1985–1989: Hans Hartmund
- 1989–2000: Ove Gasbjerg
- 2000–2008: Ole Husen
- 2008–2014: Helge Søgaard
- 2014–2021: Walther Rahbek
- seit 2021: Poul Kristian Mouritsen